# 야채극장 베지테일
《야채극장 베지테일》(VeggieTales)는 미국에서 1993년 12월 21일에 홈 미디어로 최초로 발매되었던 애니메이션 시리즈이다. 대한민국에서 2004년 3월 5일부터 2004년 5월 28일까지 EBS에서 방송되었고 DVD와 VHS의 홈 비디오로 판매되었다. 이 프로그램은 투니버스에서도 방송되었다.

## 영화
- 극장판 야채극장 베지테일 (2002년)
- 아무 것도 안 하는 해적들 - 베지테일 무비 (2008년)